# Fosterella
Fosterella är ett släkte av gräsväxter. Fosterella ingår i familjen Bromeliaceae.

## Bildgalleri

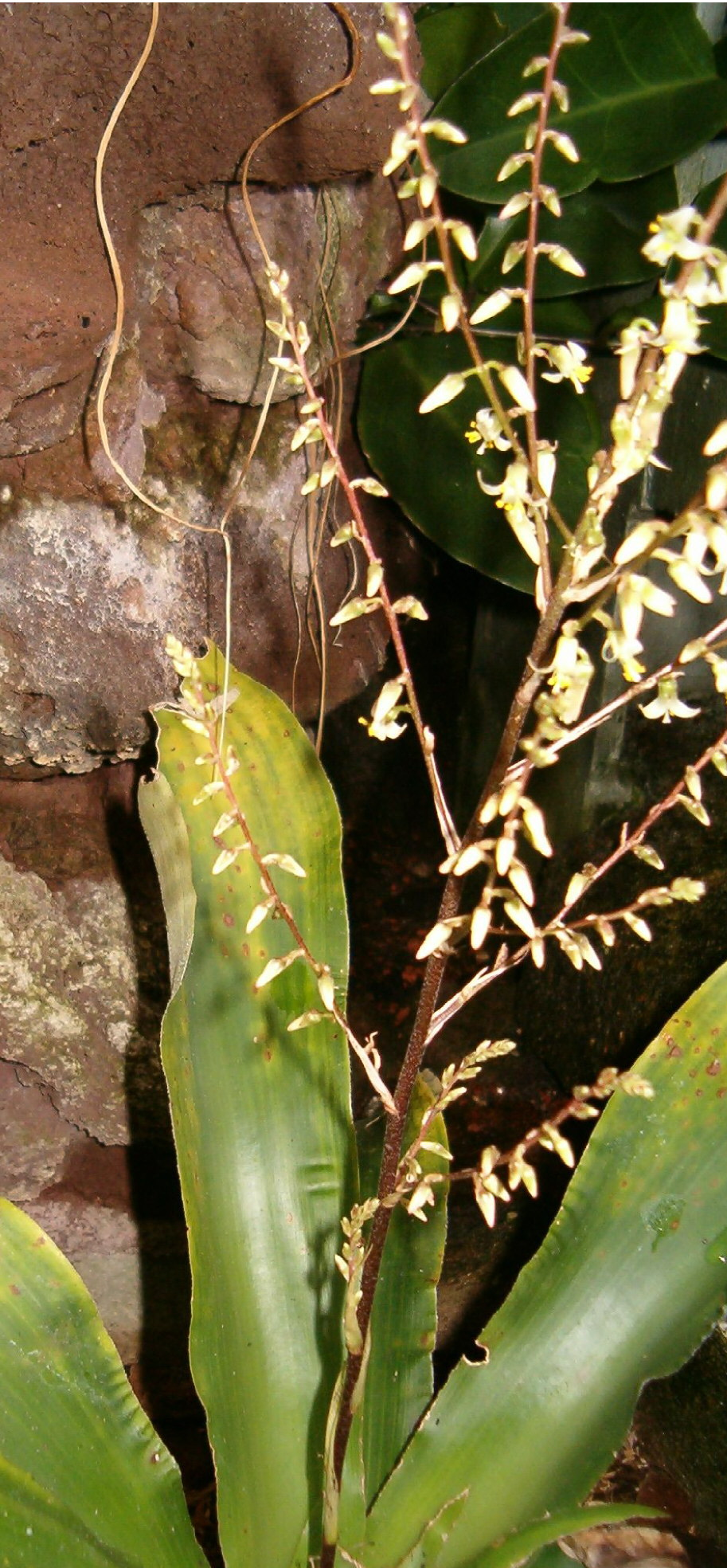
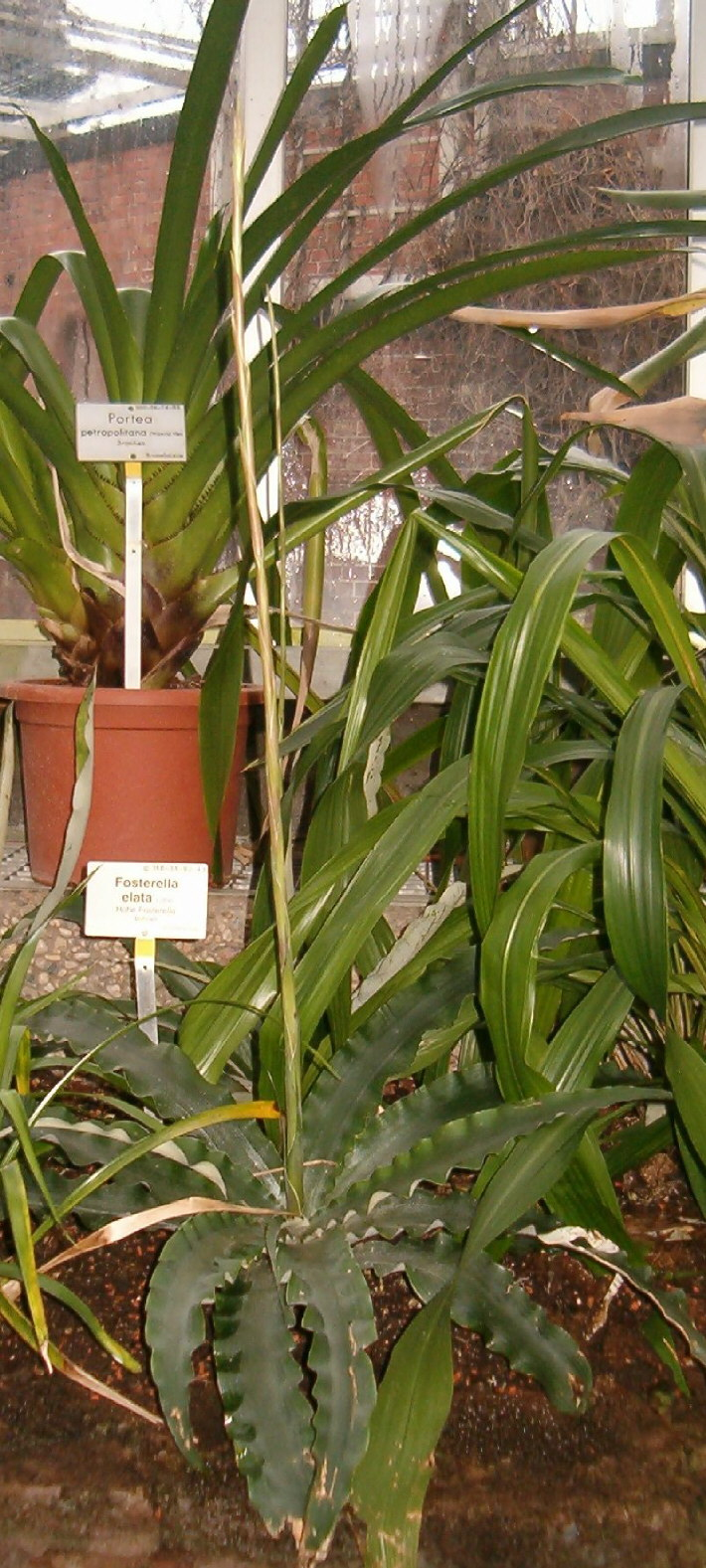

## Dottertaxa tillFosterella, i alfabetisk ordning[1]
- Fosterella albicans
- Fosterella aletroides
- Fosterella batistana
- Fosterella caulescens
- Fosterella chaparensis
- Fosterella christophii
- Fosterella cotacajensis
- Fosterella elviragrossiae
- Fosterella floridensis
- Fosterella gracilis
- Fosterella graminea
- Fosterella hatschbachii
- Fosterella heterophylla
- Fosterella kroemeri
- Fosterella micrantha
- Fosterella nicoliana
- Fosterella pearcei
- Fosterella penduliflora
- Fosterella petiolata
- Fosterella rexiae
- Fosterella robertreadii
- Fosterella rojasii
- Fosterella rusbyi
- Fosterella schidosperma
- Fosterella spectabilis
- Fosterella vasquezii
- Fosterella weberbaueri
- Fosterella weddelliana
- Fosterella villosula
- Fosterella windischii
- Fosterella yuvinkae